# Буонанотте, Диего
Диего Буонанотте (исп. Diego Buonanotte; род. 19 апреля 1988, Теодолина) — аргентинский футболист, полузащитник чилийского клуба «Унион Ла-Калера».

## Биография

### Клубная карьера
Диего Буонанотте является воспитанником клуба «Ривер Плейт». Дебютировал Диего в основной команде в возрасте 17 лет 9 апреля 2006 года в матче против клуба «Институто», завершившийся победой «Ривер Плейта» со счётом 3:1, это был единственный матч для молодого полузащитника в чемпионате Аргентины 2006. Свой первый мяч в чемпионате Аргентины Буонанотте забил 30 сентября 2007 года в матче против клуба «Росарио Сентраль», Диего забил на 29-й минуте матча, который завершился в пользу «Ривера».
Спустя семь дней, Диего стал одним из ключевых игроков команды в победе над «Бока Хуниорс», Буонанотте отлично провёл матч и даже заработал пенальти, который реализовал его одноклубник Ариэль Ортега. Матч в итоге закончился победой «Ривера» со счётом 2:0, а столь отличная игра Диего позволила ему надолго закрепиться в основном составе клуба.
Всего в Апертуре чемпионата Аргентины 2007 Буонанотте провёл 8 матчей и забил 2 мяча. В 2008 году Диего чемпионом Клаусуры, второй части чемпионата Аргентины, Буонанотте к тому же стал лучшим бомбардиром «Ривер Плейта» забив 9 мячей в 17 матчах.

### Карьера в сборной
Буонанотте выступал за несколько аргентинских сборных разных возрастных групп. В 2008 году Диего в составе олимпийской сборной Аргентины стал победителем Олимпийских игр в Пекине. 13 августа 2008 года в матче против олимпийской сборной Сербии Диего впервые вышел в основном составе. Буонанотте отлично провёл матч и даже отметился забитым мячом со штрафного на 86-й минуте матча, который завершился победой аргентинцев со счётом 2:0.

### Титулы и достижения
- Чемпион Аргентины (1): 2008 (Клаусура)
- Чемпион Чили (5): Ап. 2016, 2018, 2019, 2020, 2021
- Обладатель Суперкубка Чили (4): 2016, 2019, 2020 (не играл), 2021
- Обладатель Кубка Греции (1): 2015/16
- Олимпийский чемпион (1): 2008

## Личная жизнь
Отец Диего, Марио, в 1970-е годы был футболистом. Буонанотте также имеет итальянское гражданство.
26 декабря 2009 года Диего, будучи за рулём своего Peugeot 307, не справился с управлением и попал в автокатастрофу, в которой получил серьёзные ранения. Три его друга погибли. В начале января 2010 года сообщалось, что на реабилитацию футболиста уйдёт, по крайней мере, 7 месяцев.